# 中國北大荒
中國北大荒產業集團控股有限公司，簡稱中國北大荒（英語：China Beidahuang  Industry Group Holdings Limited，港交所：0039），香港總部位於香港金鐘道89號力寶中心1座2509室，是在2008年從和寶國際換取上市，前身為「中國釀酒集團有限公司」。
其主要業務是分銷及生產中國內地乙醇及酒類產品。其主要生產基地位於黑龍江。現時主席是江建軍。

## 外部連結
/profilec.htm 中國釀酒集團有限公司簡介（页面存档备份，存于）